# Flock
För webbläsaren, se Flock (webbläsare) eller för blomställningen, se Blomställning

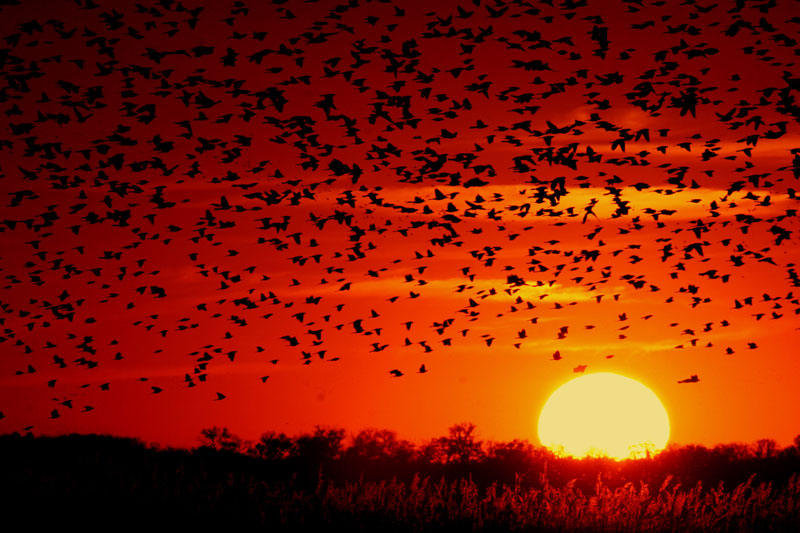
En flock av rödvingetrupialer, Agelaius phoeniceus, i Kansas, USA.

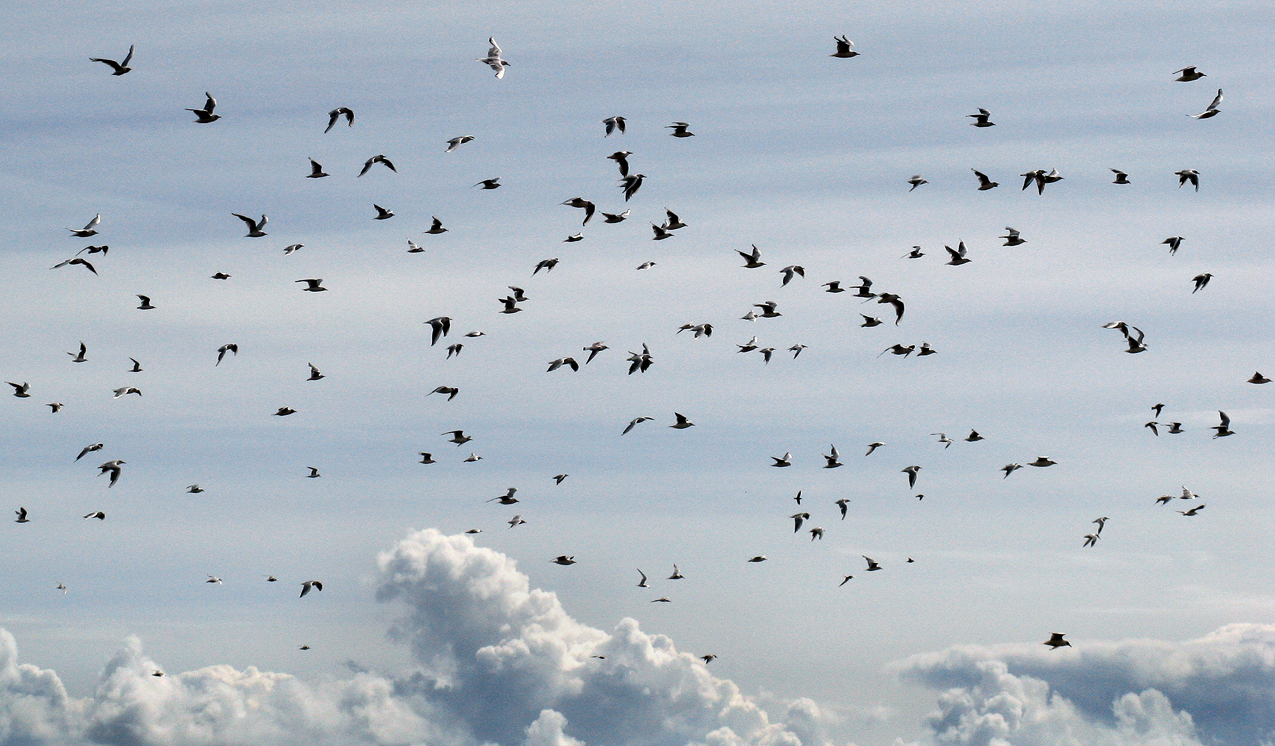
En flock måsfåglar flyger förbi i Ystad.

En flock eller hjord är en ofta större grupp, klunga, skara eller samling (ofta landlevande) djur, oftast av artfränder. De kan präglas av flockbeteende.
De medeltida landskapslagarna i Sverige och Norge bestod av ett antal balkar (Ärvdabalk, Handelsbalk) som i sin tur bestod av ett antal flockar, dvs. grupper av lagregler.

## Galleri

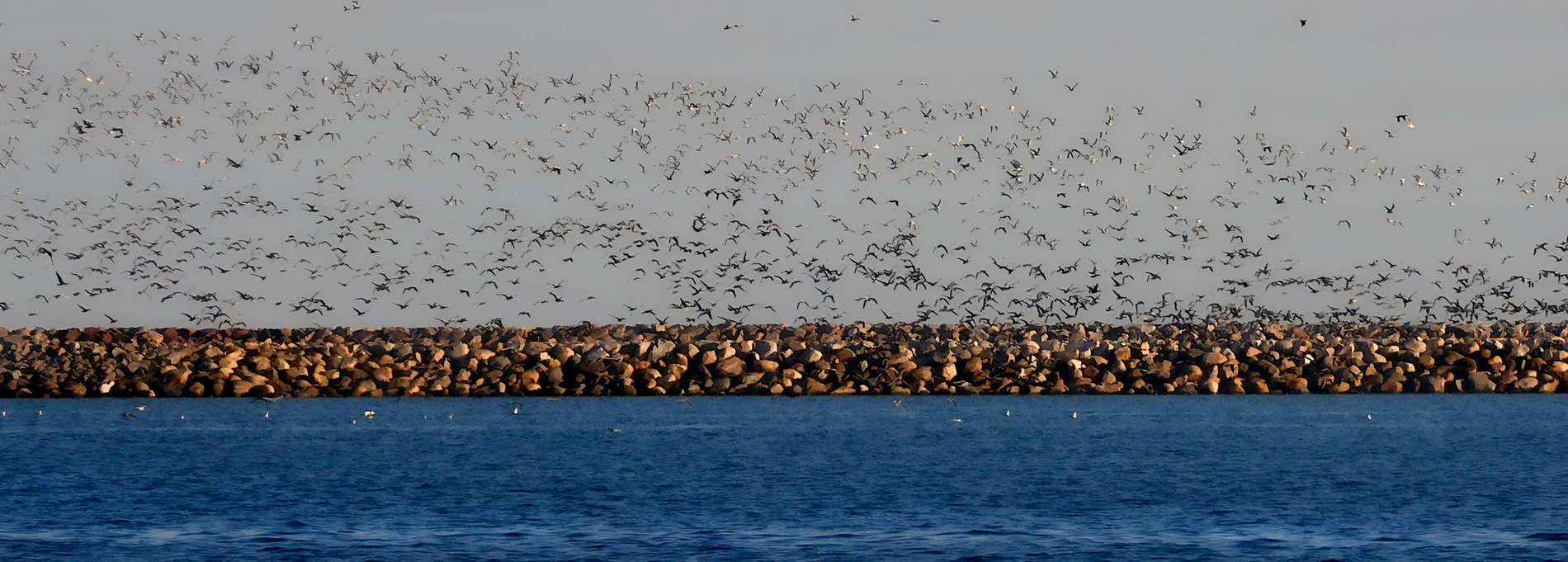
Stora flockar av Gråtrut (överst) och Grågås gör ett uppflog från södra vågbrytaren i Ystad.
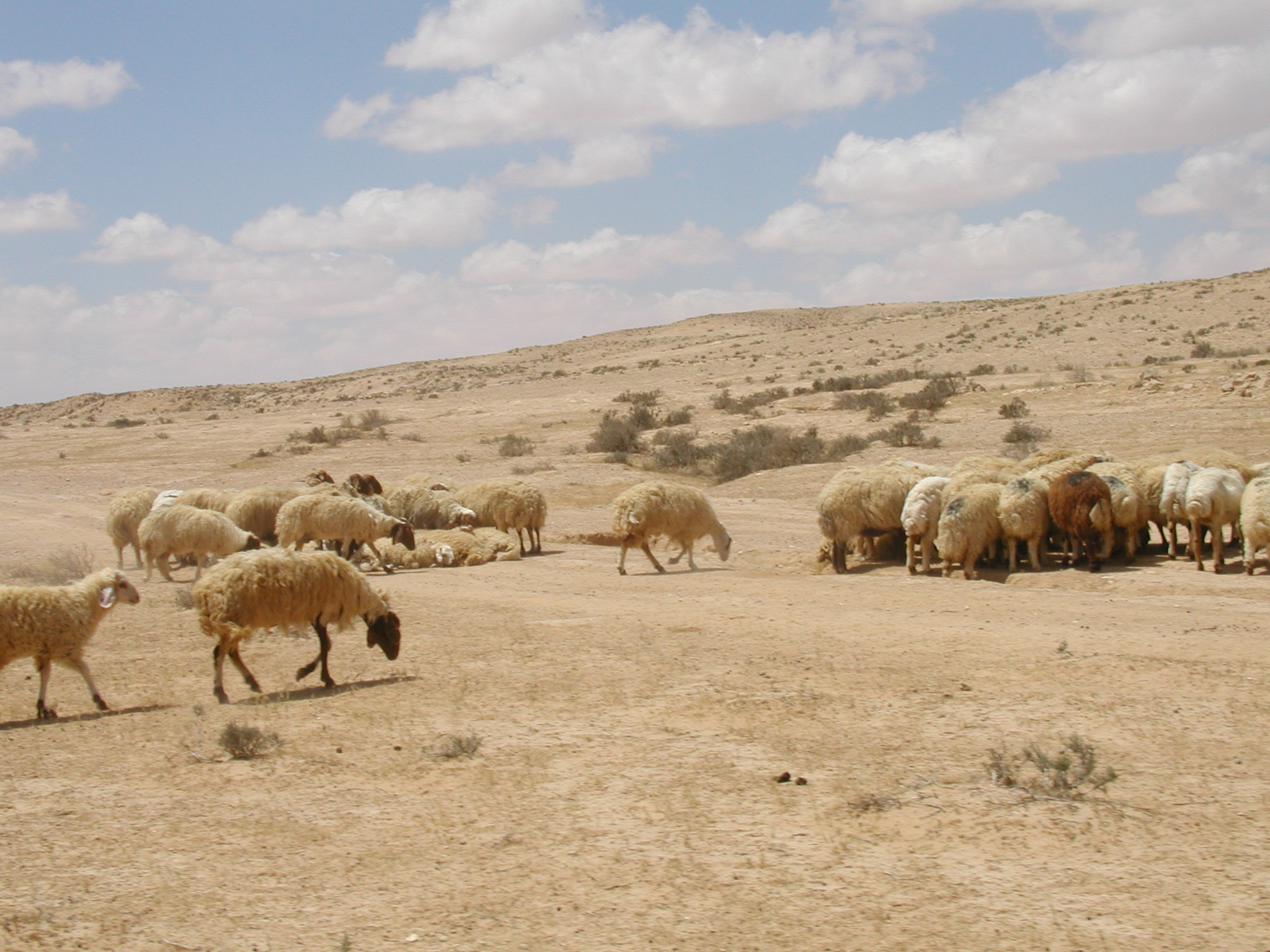
En flock/hjord får.
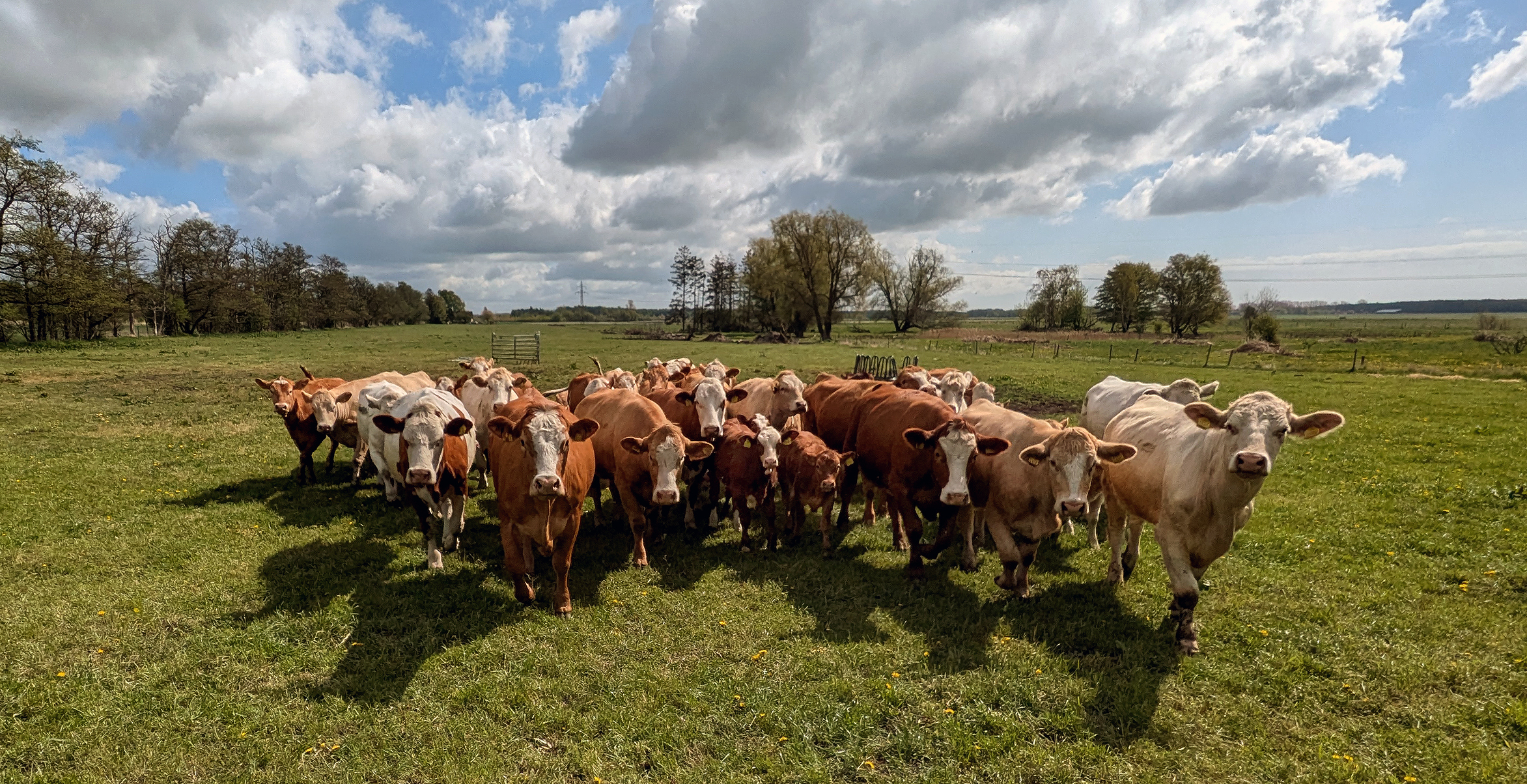
En flock kor och kalvar.

## Ord med liknande betydelser
- Stim
- Svärm
- Murmuration